# Вертинський Олександр Миколайович
Олекса́ндр Микола́йович Верти́нський (8 (20) березня 1889, Київ, Київська губернія — 21 травня 1957, Ленінград, РРФСР) — український та радянський кіноактор, композитор, поет і співак, кумир естради в першій половині XX століття. Батько актрис Маріанни і Анастасії Вертинських.

## Біографія

### Київська юність
Народився в сім'ї дрібного чиновника. Батько, Микола Петрович, походив із сім'ї залізничного службовця, був приватним повіреним і трохи займався журналістикою. Мати, Євгенія Степанівна Сколацька, народилася в дворянській сім'ї. Вона не перебувала в офіційному шлюбі з батьком Вертинського, оскільки перша дружина Миколи Петровича нізащо не хотіла дати чоловікові розлучення; він був вимушений усиновити своїх дітей, народжених у цивільному шлюбі, — старшу дочку Надію і сина Олександра.

Меморіальна дошка на будинку, де народився Вертинський. Київ, вул. Володимирська, 43

Діти рано втратили батьків. Коли молодшому Олександру було три роки, померла мати, а через два роки від швидкоплинних сухот помер і батько. Брата і сестру взяли на виховання сестри матері в різні сім'ї. Всіляко перешкоджаючи їхньому спілкуванню, тітки повідомили Олександру явну неправду про смерть його сестри.
Гімназичні роки провів у Першій імператорській Олександрійській гімназії (зараз — жовтий корпус Національного університету ім. Т. Г. Шевченка), звідки він був досить швидко виключений за неуспішність і погану поведінку, а пізніше — у Четвертій Київській класичній гімназії.

Вже в ці роки захопився театром, виступав в аматорських виставах і, як статист, на сцені київського театру Соловцова. На відміну від естрадних зірок початку XX ст., що прийшли на естраду з опереткової, а то і з оперної сцени, Олександр Миколайович вийшов з літературного середовища. Він сам писав:
Я не можу зарахувати себе до артистичного середовища, а скоріше до літературної богеми. До своєї творчості я підходжу не з погляду артиста, а з погляду поета, мене привертає не тільки виконання, а пошук відповідних слів, які зазвучать на мій власний мотив.
Його розвиток, як творчої особистості, його світогляд і творчий стиль почали складатися на київських літературних зборах Софії Миколаївни Зелінської. У її будинку збиралися багато цікавих людей: поети Михайло Кузмін, Володимир Ельснер, художники Олександр Осмьоркін, Казимир Малевич, Марк Шагал, Натан Альтман. Олександр Вертинський проникався їхньою філософією, естетикою, набував духовного і творчого досвіду. У цей період він пробує зайнятися літературною працею: у газеті «Киевская неделя» з'являються його оповідання — «Портрет», «Цигарки», «Весна», «Моя наречена», а в тижневику «Лукомор'я» — оповідання «Червоні метелики». Молодий поет пише театральні рецензії на виступи знаменитостей — Федора Шаляпіна, Анастасії Вяльцевої, Михайла Вавича, Джузеппе Ансельмі, Варвари Каринської, Тітта Руффо. Поступово його ім'я стає відомим у середовищі київської творчої інтелігенції.

### Московський період
У 1909—1910 рр. переїхав до Москви, прагнучи знайти себе і зробити кар'єру. Молодим невизнаним талантам потрібно було відчути себе «своїми» в середовищі московської інтелігенції, відчути себе допущеними в ту касту, яка творила мистецтво, у яку входили знамениті письменники і художники, чиї імена були у всіх на слуху, і перед якими благоговіла творча молодь.

Грав у маленьких студіях і гуртках невеликі ролі в модних п'єсах, намагався поставити п'єсу Олександра Блока «Балаганчик». Блок був одним із найулюбленіших поетів освіченої молоді того часу, і Олександр Вертинський любив і цінував його творчість все життя. Сам артист писав у своїх спогадах про поезію О. Блока, як про «стихію, що формує наш світ»:
У нашому світі богеми кожен щось таїв у собі, якісь надії, честолюбні задуми, нездійсненні бажання, кожен був різким у своїх думках, красувався надуманою оригінальністю поглядів і непримиренністю критичних оцінок. А над усім цим гуляв хмільний вітер поезії Блока, що отруїла не одне серце мріями про Прекрасну Даму.
Сам Олександр Миколайович не наслідував О. Блока, але деякі поетичні образи справляли на нього таке сильне враження, що все його сприйняття життя було в певний період часу дуже «блоковським».
На початку 1912 року прийшов у театр мініатюр М. А. Арцибушевої, де виступав з невеликими пародіями. Однією з перших його робіт став номер під назвою «Танго» (цей танець був новим, але вже дуже модним): балетна пара танцювала танго, а він, стоячи біля куліс, виконував пісеньку-пародію на дію на сцені. Номер мав успіх, і Олександр Вертинський отримав рецензію в пресі: півтора рядка в «Русском слове». А це була вже справжня перемога над невідомістю.
У 1913 році він спробував здійснити свою мрію — вступити до МХТ, проте не був прийнятий через дефект дикції: іспит приймав сам Станіславський Констянтин Сергійович, якому не сподобалося, що молода людина погано вимовляє букву «р».
З 1912 року вельми успішно знімався в німому кіно («Король без вінця», «Від рабства до волі», «Чим люди живі»). На знімальному майданчику він подружився із зірками російського кіно початку XX ст. — І. Мозжухіним і В. Холодною. Багато сценаріїв німих фільмів у той час писали на сюжети популярних романсів, і один зі сценаріїв був заснований на вірші О. Вертинського «Бал Господній». Тоді ж він познайомився з Володимиром Маяковським і виступав у кафе футуристів разом із ним, проте футуризм, як напрям у мистецтві, справив на його творчість куди слабший вплив, ніж можна було б припустити. Футуризм розглядався молодим артистом як можливість епатувати публіку, звернути на себе увагу, виділитися. Світ футуристів, їхня філософія і творча позиція не були близькі Олександру Вертинському. За винятком Володимира Маяковського, талантом якого він щиро захоплювався, футуристи, на його думку, просто «епатували буржуа, писали незрозумілі вірші, виставляли на виставках явно знущальні полотна і прикидалися „геніями“».
На творчість Вертинського справили вплив поезоконцерти І. Сєверянина, але переважно з погляду естетики вірша. Про Ігоря Сєверянина він писав, що в його віршах було справжнє відчуття, талант і щирість, але не вистачало смаку, відчуття міри і непідробленості відчуттів.

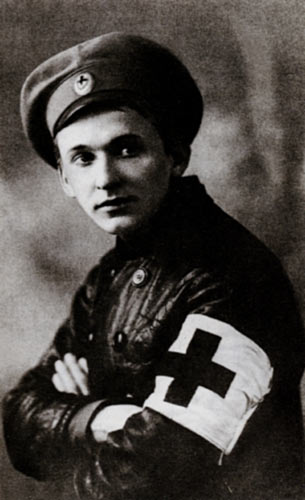
Санітар Вертинський

Наприкінці 1914 року Олександр Вертинський вирушив добровольцем на фронт санітаром на 68-му санітарному поїзді Всеросійського союзу міст, який курсував між передовою і Москвою. Він прослужив на поїзді до весни 1915 року, а після невеликого поранення повернувся до Москви. У поїзді була книга, де записувалися всі перев'язки поранених, і, коли він закінчив свою службу, на його рахунку було 35 тис. перев'язок.
Після повернення до Москви Олександр Вертинський продовжував виступати у театрі мініатюр Марії Олександрівни Арцибушевої, але вже з власним номером — «Пісеньками П'єро». Як «аріетки П'єро» він виконував свої вірші, покладені ним на музику, частіше за весь власний твір: «Маленький креольчик», «Ваші пальці пахнуть ладаном», «Ліловий негр» (присвячені Вірі Холодній), «Сіроока», «Хвилиночка», «Я сьогодні сміюся над собою», «За кулісами», «Панахида кришталева», «Дим без вогню», «Безноженка», «Бал Господній», «Пес Дуглас», «Про шість дзеркал», «Jamais», «Я маленька балерина» (у співавторстві з Н. Грушко), «Кокаїнетка» (слова В. Агатова).
Зі своїми піснями Олександр Миколайович виступав також у Петровському театрі, у кабаре «Жарптиця», у театрах мініатюр. Критика швидко відгукнулася на його зростаючий успіх (статті С. Городецького і Б. Савінича в газетах «Рампа и жизнь» і «Театральная газета»).
Загадкою залишалася незмінна популярність Олександра Вертинського в різноманітної аудиторії. Часто причину його успіху бачили в тому, що його творчість «відобразила кризу духовної культури суспільства». Скоріше, його вкрай індивідуалістичні вірші припали до душі кожному. Для нього було характерне написання циклу віршів як «варіацій на тему», представлення своєрідної галереї символів одного образу, перенесення людських емоцій на неживі предмети, використання екзотичних назв і несподіваних порівнянь як спроби ослабити або ж абсолютно зняти відчуття тиску матеріальності світу. При цьому в своїх віршах він прагнув показати, що людина, ніким не зрозуміла і самотня, беззахисна перед лицем величезного безжального світу. Цьому світу байдуже, що смерть близької людини, розлука з улюбленою жінкою, нерозділене кохання і, нарешті, банальна зрада є, можливо, найстрашнішою трагедією в масштабах маленького всесвіту окремо взятої людини. Саме тому його пісні виявилися близькими кожному: кожен міг побачити в них себе. Водночас він позбавився від традицій російського романсу, які вже стали рутиною, і запропонував естраді іншу пісню — витонченішу, пов'язану з естетикою новітніх течій у мистецтві і культурі. Але передусім — авторську, художню пісню.

Олександру Вертинському вдалося створити новий жанр, якого ще не було на російській естраді. Сам артист неодноразово говорив:
Я був більше, ніж поетом, більше, ніж актором. Я пройшов по нелегкій дорозі новаторства, створюючи свій власний жанр.
Привабливим для публіки був також особливий стиль Олександра Миколайовича, його сценічна маска. З середини 1915 по кінець 1917 року артист виступав у гримі сумного П'єро. Здавалося б, білий П'єро не годився для виконання ліричних і навіть трагічних пісень про любов, дружбу і смерть. П'єро — буффон комедії дель арте, маска з італо-французького трагіфарсу. Проте для мистецтва початку XX ст. був характерний пошук маски, неповторного образу. Глядач йшов «на маску», і її прагнули використовувати найрізноманітніші діячі мистецтва: жовта кофта Володимира Маяковського, оксамитова блуза і кучері Олександра Блока, екзотична поза Ігоря Сєверянина — все це пошук маски, унікального місця в мистецтві. Штучна личина найчастіше і є справжньою суттю того, хто надів маску, і ототожнюється в його свідомості і в свідомості тих, що його оточують, з образом, який маска відображає. Маска підносить форму до чудового ступеня. На вибір сценічної маски Олександром Вертинським справила вплив поезія О. Блока, якою він дуже захоплювався, зокрема — п'єса «Балаганчик» і цикл віршів «Маски».

Афіша 1918. Вертинський в образі Чорного П'єро

Сам артист стверджував, що цей грим народився спонтанно під час його роботи на санітарному поїзді, коли він і інші молоді санітари давали невеликі «домашні» концерти для поранених і грим на сцені був необхідний виключно через сильне відчуття невпевненості і розгубленості перед переповненим залом. Але вибір маски П'єро був не випадковим. Образ багатостраждального блазня якнайкраще відповідав тій ролі утішника, яку вибрав собі артист. На естраді це було щось нове. Образ П'єро відображав внутрішній світ молодого Олександра Вертинського. Пізніше у нього з'явилася маска ніде не баченого чорного П'єро. Ця маска допомагала артистові входити в образ, давала відповідний емоційний настрій перед виходом на сцену, будила необхідні відчуття. П'єро — комічний страждальник, наївний і захоплений, вічно марячий про щось сумне блазень, у якому крізь комічну манеру видно дійсне страждання і дійсне благородство.
Олександр Миколайович з першої миті своєї появи на сцені відводив глядачів у свій примарний світ. Враження доповнювали уміло створені декорації і «місячне» світло: "Він виходив на сцену вже ґрунтовно загримованим і в спеціально зшитому костюмі П'єро. У мертвотному, лимонно-ліловому світлі рампи густо напудрена особа його здавалося нерухомою, висушеною маскою. Лише «яскраво-червона рана рота» і брови, що страждально здригаються, позначали «тліюче людське життя». Образ чорного П'єро, що з'явився пізніше, був іншим: мертвотно-білий грим на обличчі замінила маска-доміно, білий костюм П'єро замінило абсолютно чорне одіяння, на якому яскраво виділялася біла шийна хустка. Іншим було і враження глядачів. Новий П'єро став у своїх пісеньках іронічнішим і в'їдливішим за колишнього, оскільки втратив наївні марення юності і розгледів буденну простоту і байдужість навколишнього світу.
У 1916 році Олександр Вертинський користувався вже всеросійською популярністю. До 1917 року артист об'їхав майже всі великі міста Російської імперії, де виступав із незмінним успіхом. Він відмовився від маски П'єро і почав виступати в концертному фраку, у якому виступав все життя, ніколи не відступаючи від цього сценічного костюма, що став теж своєрідною маскою або, якщо завгодно, своєрідним символом.

### Більшовики при владі
Після більшовицького перевороту Вертинський прийшов до висновку, що йому не ужитися з новою владою. Романс «Те, що я повинен сказати», написаний під враженням загибелі трьохсот московських юнкерів, зацікавив ЧК, куди і викликали артиста для дачі пояснень з приводу співчуття до ворогів революції. Збереглася легенда, ніби то Вертинський обурено відмітив чекістам: «Це ж просто пісня, і потім, ви ж не можете заборонити мені їх жаліти!». На що отримав чітку і лаконічну відповідь: «Треба буде, і дихати заборонимо!»
Це Вертинському абсолютно не підходило, тому в кінці 1917 року він відправився разом із багатьма своїми колегами гастролювати по містах України. Майже два роки він провів на півдні, давав концерти на підмостках маленьких театрів і в артистично-літературних товариствах; об'їхав Катеринослав, Одесу, Харків, Ялту, Севастополь.
Вертинський залишив Батьківщину на початку 1920 року, виїхавши до Константинополя на пароплаві «Великий князь Олександр Михайлович». Причини своєї еміграції багато пізніше він визначав так: «Що штовхнуло мене на це? Я ненавидів Радянську владу? О ні! Радянська влада мені нічого поганого не зробила. Я був прихильником якогось іншого ладу? Теж ні: Очевидно, це була пристрасть до пригод, подорожей. Юнацька безпечність».

### Еміграція
У Константинополі Вертинському жилося порівняно непогано. Він виступав у найдорожчих і фешенебельних кабаре «Чорна троянда» і «Стела», співав циганські романси, стилізовані російські пісні і мріяв про гастролі у Бессарабії, концертів перед «своєю», російською, публікою. Артистові вдалося купити грецький паспорт, що відкривало можливості для вільного пересування світом і виводило його з категорії емігрантів, що прагнули отримати хоча б дозвіл на проживання.
У Румунії Вертинський був прийнятий дуже тепло, він міг нарешті співати свої пісні, виступаючи перед російським глядачем. Проте він був висланий з країни як неблагонадійний елемент, що розпалює антирумунські настрої серед російського населення приєднаної Бессарабії. Причиною подібного звинувачення послужив приголомшуючий успіх у росіян пісні «В степу молдавському».
Артист відправився до Польщі, де провів 1922 і 1923 роки. Тоді Вертинський уперше звернувся в радянське консульство у Варшаві з проханням про повернення на Батьківщину. На його проханні поставив позитивну резолюцію тодішній радянський повпред у Польщі П. Л. Войков, за порадою якого він і зробив цю спробу. Але йому відмовили.
Вертинський з великим успіхом гастролював в Австрії, Угорщині, Лівані, Палестині, Єгипті, Лівії, Німеччині. У Берліні він прожив з 1923 по 1925 рік, там же одружувався на дочці російських емігрантів Потоцьких, Надії, з якою познайомився в Сопоті. Проте сімейне життя не склалося, і шляхи молодого подружжя швидко розійшлися. Знов вони зустрілися вже в Шанхаї, коли постало питання про другий шлюб Вертинського.
Вертинський вже став світовою знаменитістю, але коли він спробував повторно звернутися до глави радянської делегації А. Луначарського під час її перебування в Берліні з проханням про повернення на батьківщину, йому знову відмовили.
Гастролі країнами Центральної і Східної Європи виявилися не легкими, особливо через відношення публіки до артистів, що виступали в ресторанах: воно було не таким захопленим і поблажливим, як у дореволюційній Росії. Вертинський писав: «Всі наші акторські капризи і фокуси на батьківщині терпілися з ласкавою усмішкою. Актор вважався вищою істотою, якій багато що прощалося і багато що дозволялося. Від цього довелося відвикати на чужині. А шинки були страшні тим, що незалежно від того, слухають тебе чи ні, артист зобов'язаний виконувати свою роль, публіка може поводитися як їй завгодно, співати, пити, їсти, розмовляти або навіть кричати».
Виняток становила Франція, де відношення до артистів було сумішшю гордості і захоплення, як до вищих істот. Тому Вертинський відправився до Парижа, куди прагнула вся творча емігрантська інтелігенція.

Він прожив у Франції майже десять років — з 1925 по 1934 рік. Ця країна користувалася найбільшою любов'ю артиста після батьківщини:
Моя Франція — це один Париж, та зате один Париж — це вся Франція! Я любив Францію щиро, як всякий, хто довго жив у ній. Париж не можна було не любити, як не
можна було його забути або віддати перевагу над ним іншому місту. Ніде за кордоном росіяни не відчували себе так легко і вільно. Це було місто, де свобода людської особи поважається: Так, Париж: це батьківщина мого духу! Ні з одним містом світу у мене не зв'язано таких спогадів, як із ним!
Тут Вертинський виступав в «Великому московському ермітажі», «Казанові», «Казбеку», «Шахерезаді». Саме на цей період припадає розквіт його творчої діяльності.
У еміграції ним були створені багато з його найкращих пісень: «Пані Ірена», «Вінок», «Балада про сиву пані», «В степу молдавському», «В синьому і далекому океані», «Концерт Сарасате», «Іспано-Сюїза», «Божевільний шарманщик», «Мадам, вже падає листя», «Танго Магнолія», «Пісенька про мою дружину», «Дні біжать», «Piccolo Bambino», «Femme raffinee», «Джиммі», «Різдво», «Палестинське танго», «Олов'яне серце», «Жовтий ангел», «Марлен», «Ірині Строцці».
У Парижі Вертинський спілкувався з І. Мозжухіним, Ф. Шаляпіним, С. Лифарем, А. Павловою, Ю. Морфессі, Н. Плевіцькою, Т. Красавіною, Н. Балієвим, С. Рахманіновим. Тут же він познайомився з Чарлі Чапліним, Мері Пікфорд, Марлен Дітріх, Гретою Гарбо. Саме вони подали Вертинському думку про гастролі в США.
Восени 1934 року пароплав «Лафаєт» відвіз Вертинського до Америки. Він гастролював у Нью-Йорку, Сан-Франциско, Лос-Анджелесі, Чикаго. У США він відчув настороженість, розгубленість, як і більшість європейських артистів, які в Америці зазвичай відчували себе невпевнено, особливо з'явившись тут вперше.

Нью-Йорк не був схожий на міста Європи:
Я не прийшов у захоплення від Нью-Йорка. День і ніч по його вулицях котиться лавина поспішаючих людей, летять папірці, що підганяються вітром, кричать газетярі, продавці, мчаться машини; люди квапляться як на пожежу: Америка взагалі дуже стомлює.
Тут Вертинський виступав у «Таун-холі», у великих мюзик-холах, мав успіх. У Голлівуді йому запропонували зніматися у фільмі, але сценарій був написаний англійською мовою. Непогано володіючи німецькою і досконало знаючи французьку, він не терпів англійську мову. Він промучив з мовою кілька місяців і навіть отримав «філологічну» пораду від Марлен Дітріх — «подолати огиду будь-якої нормальної людини і узяти себе в руки». Проте «узяти себе в руки» не вдалося, і Вертинський відмовився від зйомок.
Вертинський був популярний не тільки в середовищі емігрантів як бард ностальгії, він придбав світову популярність. Попри те, що він виконував свої пісні виключно російською мовою, Вертинський мав шанувальників у всіх країнах світу. Секрет успіху був все той же. Тексти багатьох пісень Вертинського були автобіографічними, він не боявся відкрити людям те, що більше всього їх турбує і про що, як правило, мовчать. Він не відступав від свого кредо: немає нічого важливішого за людську душу, внутрішнього світу людини, її відчуттів, переживань, страждань, відносин, з чого складається життя. Успіху Вертинського сприяли його прекрасні артистичні дані і унікальна виконавська манера: з перших хвилин спілкування з авдиторією артист розумів, з якими людьми йому належить мати справу. Відтіняючи тонкими нюансами виконання своїх пісеньок, він міг додати їм інший смисл, розглянути їх з іншої точки зору, зробити ближчими і зрозумілішими саме цій авдиторії.
У жовтні 1935 року Вертинський виїхав до Китаю в надії знайти російськомовного слухача в особі великої емігрантської общини в Шанхаї. Там він вперше в своєму емігрантському житті відчув скруту. Додатково для артиста, звиклого обертатися в світових центрах, життя в Китаї виглядало дуже провінційним. Він співав у кабаре «Ренесанс», у літньому саду «Аркадія», у кафе-шантані «Маріроуз», але це були дуже скромні заклади, де було не так вже багато відвідувачів і не така вже висока платня для артистів. У житті настала криза, у цей момент Вертинського запросили в радянське посольство і запропонували повернутися на батьківщину, пред'явивши офіційне запрошення ВЦИКа, що надихнуло ініціативою Комсомолу.
Йшов 1937 рік. Для Вертинського запрошення було великою несподіванкою, і він вхопився за нього. Бажаючи якнайскоріше розібратися з боргами, щоб виїхати в Радянський Союз, він зважився вступити в ризиковане підприємство: став співвласником кабаре «Гарденія». Але вже за місяць кабаре зазнало фінансового краху.
Тоді ж артист почав працювати в радянській газеті «Нове життя» в Шанхаї, виступати в клубі радянських громадян, брати участь у передачах радіостанції ТАСС, готувати спогади про своє життя за кордоном. Так він намагався продемонструвати лояльність до Радянської влади, відчути себе повноправним громадянином рідної країни. Проте папери на в'їзд в СРСР затримувалися, у тому числі і внаслідок Другої світової війни, що почалася.
26 травня 1942 року Вертинський уклав другий шлюб із Лідією Володимирівною Циргвава, 20-річною дочкою службовця КВЖД.
Творчість Вертинського шанхайського періоду має зовсім інше забарвлення, ніж європейського. Він писав пісні на вірші радянських авторів і сам складав патріотичні тексти. Тому, що його батьківщина наражалася на страшну небезпеку, і це хвилювало всіх, хто поряд із ним. І тому, що ним володіли думки про нове життя на невідомій батьківщині. І тому, що важливо було пояснити всім: тепер він — разом із тією Червоною армією, від якої в 1920-му тікав в еміграцію.
Так народилися пісні «Про нас і про батьківщину», «Наше горе», «У снігах Росії», «Інша пісня», «Кітеж».
Любовна лірика, незважаючи на щасливий роман і подальший шлюб, стала безрадісною і трагічною, несла відбиток кризи життя в цілому, у ній не залишилося нічого від романтичного світлого смутку його ліричних віршів попередніх років. «Прощання», «Непотрібний лист», «Бар-дівчинка», «Тій, що вбила любов», «Порятунок», «Мавпочка Чарлі», «ц у $2ьому житті нічого не водиться», «Осінь» — досить гіркі вірші. Певний виняток становить вірш «Без жінок», написаний з чарівною іронією, героєм якого є блискучий, симпатичний, кокетливий улюбленець жінок, що встає в позу споважнілого, пристойного джентльмена. А також вірш «Прощальна вечеря», яке можна назвати класикою Вертинського.
Після японської окупації матеріальний стан сім'ї став дуже важким, Вертинський зневірився отримати дозвіл повернутися на батьківщину. Проте в 1943 році він зробив останню спробу: написав лист на ім'я В. М. Молотова. Дозвіл несподівано був отриманий.

### Повернення в СРСР
Наприккінці 1943 року сім'я Вертинських із чотиримісячною дочкою Маріаною поселилася в Москві, на вулиці Горького. Наприкінці 1944 року в сім'ї народилася друга дочка — Анастасія.
Вертинський прожив на батьківщині 14 років. Весь цей час він інтенсивно працював, постійно виступав з концертами і мав успіх. Географія його гастрольних поїздок тягнулася від Мурманська до Єревану, від Риги до Петропавловська-Камчатського. У 1950-х років він знімався в кіно: «Заговор приречених», «Великий воїн Албанії Скандербег», «Анна на шиї». У 1951 році він отримав державну премію.
Здавалося б, життя на батьківщині складалося вкрай щасливо і вдало. Проте із ста з гаком пісень з репертуару Вертинського до виконання в СРСР було допущено не більше тридцяти. На кожному концерті був присутній цензор, який гострозоро стежив, щоб артист не виходив за поставлені рамки. Концерти в Москві і Ленінграді були рідкістю, на радіо Вертинського не запрошували, платівок майже не видавали, не було рецензій у газетах. Виступав він в основному в провінції, у маленьких віддалених містечках, де були важкі побутові умови, вкрай довга дорога кількома видами транспорту, а Вертинський був вже немолодий, і це теж створювало йому проблеми. Труднощі компенсувалися захопленими аплодисментами молоді і сльозами немолодих, серед яких, як в Астрахані, було чимало представників дореволюційної інтелігенції, висланих із Ленінграда і Москви у віддалені міста.

Артист чудово розумів, що офіційно він не визнаний, але лише юридично терпимий. А зали були переповнені.
Десь там: вгорі все ще вдають, що я не повернувся, що мене немає в країні. Про мене не пишуть і не говорять ні слова. Газетярі і журналісти говорять: „Немає сигналу“. Ймовірно, його і не буде. А тим часом я є! Мене любить народ (Пробачите мені цю сміливість.) Я вже по 4-му і 5-му разу об'їхав нашу країну, я закінчую третю тисячу концертів!
Це лист за рік до смерті Вертинський написав заступникові міністра культури.

Матеріальні труднощі посилювалися духовною і душевною самотою артиста, звиклого спілкуватися з творчою і духовною елітою європейських столиць.
Я перебрав сьогодні в думці всіх своїх знайомих і „друзів“ і зрозумів, що ніяких друзів у мене тут немає! Кожен ходить з своєю авоською і хапає в неї все, що йому потрібне, плюючи на інших. І вся психологія у нього „авосечна“, а ти — хоч здохни — йому начхати! <..> Ти подивися цю історію зі Сталіним. Все фальшиво, підло, невірно. На з'їзді Хрущов сказав: „Почтім вставанням пам'ять 17 мільйонів чоловік, замучених у таборах“ Нічого собі?! Хто, коли і чим заплатить за „помилки“ всієї цієї сволоти?! І доки будуть знущатися над нашою Батьківщиною? Доки?
— написав артист своїй дружині в 1956 році.
За 14 років життя в СРСР Вертинський написав лише трохи більше двадцяти віршів: «Дочечки», «Салют», «Перед лицем Батьківщини», «Птахи півчі», «Батьківщина», «Дружині Лілі», «Дитяче містечко».
Вертинський помер 21 травня 1957 року в ленінградському готелі «Асторія» у віці 68-ми років. Поховали його в Москві, на Новодівочому цвинтарі.

## Пам'ять

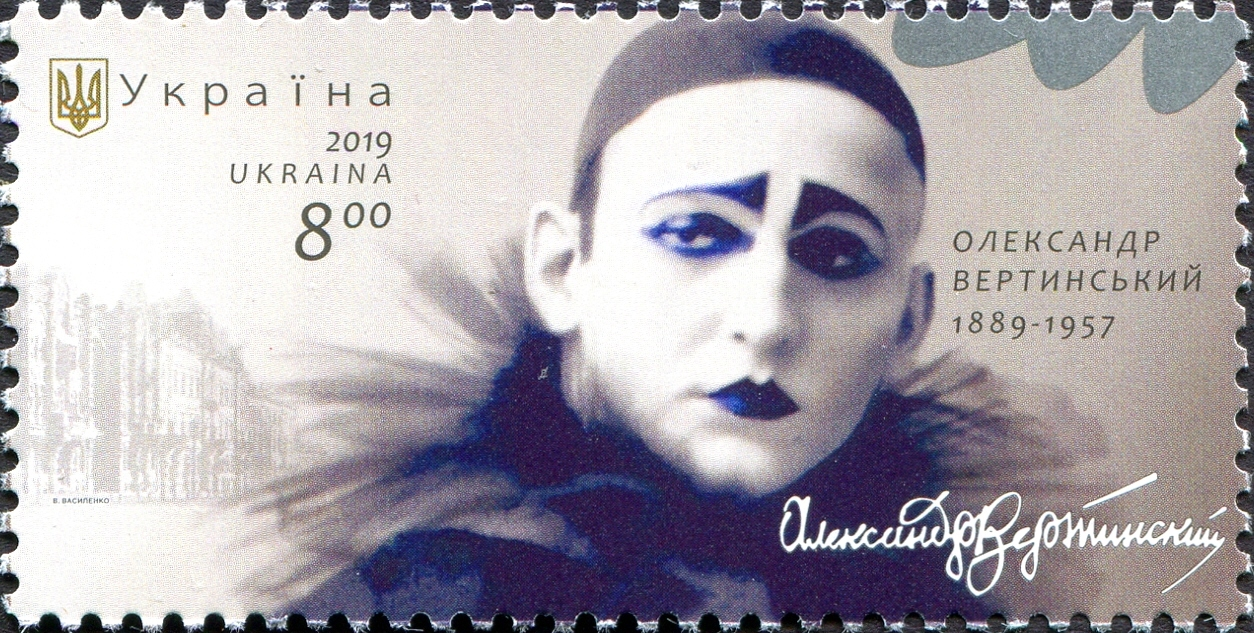
Поштова марка України «Олександр Вертинський. 1889—1957» (2019)

Талановитому артисту присвячено одну з вітрин Музею Однієї Вулиці. У музеї представлені автографи О. Вертинського з текстами окремих пісеньок, фотографії, колекція грамплатівок 1930—1950-х років. У 2009 році музей проводив виставку «Александр Вертинский: Я готов целовать твои улицы…», присвячену 120-річчю з дня народження видатного шансоньє.
21 березня 2019 року на Андріївському узвозі у Києві було відкрито пам'ятник легендарному співаку та актору.
21 березня 2019 року «Укрпошта» ввела в обіг поштову марку «Олександр Вертинський. 1889—1957» номіналом 8,00 гривень (тираж 130 000); дизайн марки розробив Василь Василенко.

## Дискографія
Найперші грамзаписи Вертинського (48 пісень) були зроблені в 1930/31 рр. фірмами «Parlophon» (Німеччина — Англія — Франція) і «Odeon» (Німеччина). Тут вказані лише офіційні видання на компакт-дисках.
- 1993 — VERTINSKI (Русский сезон, RSCD 0002; 2000 Boheme Music, CDBMR 007143)
- 1994 — То, что я должен сказать (Мелодия, MEL CD 60 00621)
- 1995 — Песни любви (RDM, CDRDM 506089; 1999 Boheme Music, CDBMR 908089)
- 1996 — VERTINSKI 2CD (Le Chant du Monde, LDX 274939—40)
- 1996 — Желтый ангел (CD-Media, CDM 96—3)
- 1997 — Александр Вертинский. Неизданное (ЦВПИКНО, АВ 97—1)
- 1999 — Легенда века (Boheme Music, CDBMR 908090)

## Фільмографія
- 1912: Чим люди живі — ангел;
- 1916: Король без вінця — Анатоль Северак;
- 1916: Від рабства до волі — антиквар;
- 1928: Тисяча і одна ніч — візир (кіностудія «УФА», Німеччина);
- 1950: Змова приречених — кардинал (Вертинський отримав Сталінську премію за участь у цьому фільмі);
- 1954: Великий воїн Албанії Скандербег — дож Венеції;
- 1954: Анна на шиї — князь;
- 1956: Полум'я гніву — польський посол;
- 1956: Кривавий світанок — пан Савицький;
- 1957: Алеко Дундич — генерал Жобер